# Хазелдорф
Хазелдорф (њем. Haseldorf) општина је у њемачкој савезној држави Шлезвиг-Холштајн. Једно је од 49 општинских средишта округа Пинеберг. Према процјени из 2010. у општини је живјело 1.710 становника. Посједује регионалну шифру (AGS) 1056020, NUTS (DEF09) и LOCODE (DE HLO) код.

## Географски и демографски подаци
Хазелдорф се налази у савезној држави Шлезвиг-Холштајн у округу Пинеберг. Општина се налази на надморској висини од 1 метара. Површина општине износи 18,1 km². У самом мјесту је, према процјени из 2010. године, живјело 1.710 становника. Просјечна густина становништва износи 95 становника/km².